# Devil May Cry 4: Special Edition
Devil May Cry 4: Special Edition (яп. デビル メイ クライ4 スペシャルエディション дэбиру мэй курай фоу супесару эдисён) — компьютерная игра в жанре приключенческого экшена 2015 года, разработанная и изданная компанией Capcom для PlayStation 4, Windows и Xbox One. Представляет собой ремастер игры Devil May Cry 4 2008 года и повествует о противостоянии охотников на демонов и религиозной организации «Орден Меча». В Special Edition появляется дополнительный контент: новые кат-сцены и игровые персонажи, их альтернативные костюмы, улучшенные игровой процесс и графика, а также возможность смены языка интерфейса и озвучки.
Разработкой Special Edition руководил Хидэаки Ицуно, который ранее работал над action/RPG Dragon’s Dogma 2012 года и перезапуском игровой серии DmC: Devil May Cry, вышедшим в 2013 году. Игровые журналисты оценили ремастер преимущественно положительно. По большей части критики хвалили игровые нововведения и технические улучшения, но в то же время сетовали на сохранение недостатков оригинальной игры и однообразную сюжетную кампанию за разных протагонистов.

## Игровой процесс

Кадр из игры: вновь ставший игровым персонажем Вергилий использует свой меч Ямато. В верхнем левом углу экрана добавляется шкала концентрации

При создании набора движений для Вергилия, Триш и Леди разработчики вдохновлялись DmC: Devil May Cry и различными файтингами. Команда добавила альтернативные скины для Триш и Леди в первый тираж версии игры на физическом носителе и в цифровую версию за предварительный заказ. Игровые персонажи из оригинальной Devil May Cry 4 Неро и Данте также получили дополнительные костюмы. В Special Edition появились новые режимы — «Legendary Dark Knight», при котором увеличивается уровень сложности и возрастает количество врагов, и «Turbo», повышающий скорость игры на 20 %; ранее эти режимы были эксклюзивны для PC-версии. Разработчики улучшили механику накопления красных сфер и гордых душ, необходимых для приобретения новых навыков и предметов инвентаря. Помимо улучшения текстур и графической составляющей, создатели добавили новую японскую звуковую дорожку.
Как и в Devil May Cry 3: Dante’s Awakening (2005), Леди является бойцом на дальней дистанции, который использует в сражениях огнестрельное оружие, такое как дробовик, пистолеты и уникальная базука «Калина Энн». В игре предусмотрена механика «Bullet Gauges», позволяющая ей быстро перезарядить оружие и повысить уровень атаки; всего таких уровня три. Также Леди обладает навыком двойного прыжка и собственным «Devil Trigger». Как и в случае с Devil May Cry 2 (2003), боевой стиль Триш схож со стилем Данте. В форме «Devil Trigger» она может летать. В бою Триш орудует мечом Спарда и стреляет электрическими снарядами наподобие тех, что были в игре Ultimate Marvel vs. Capcom 3 (2011).
Вергилий использует большую часть движений из Devil May Cry 3: Special Edition, но при этом его арсенал также состоит из атак из DmC: Devil May Cry. Во время игры за Вергилия в левом верхнем углу экрана появляется шкала концентрации, при заполнении которой возрастает сила атаки персонажа, вплоть до третьего уровня. Для заполнения шкалы игроку необходимо атаковать противников и уклоняться от их атак; в то же время шкала концентрации истощается при получении урона или беге во время боя.

## Сюжет
Devil May Cry 4: Special Edition воспроизводит сюжет оригинальной игры 2008 года. Обладающий демоническими способностями юноша по имени Неро, который служит в религиозной организации Орден Меча, отправляется на поиски Данте. По мере развития сюжета Неро узнаёт об истинных намерениях людей, которых он считал союзниками — они стремятся использовать его и Данте, потомков легендарного тёмного рыцаря Спарды, чтобы обрести мировое господство. В конечном итоге Неро и Данте объединяются против общего врага и становятся друзьями. В то время как в Devil May Cry 4 игровыми персонажами являются только Неро и Данте, у обладателей Special Edition появляется возможность пройти сюжет за Леди и Триш, а также за Вергилия; у каждого из них есть собственные начальные и финальные кат-сцены.
В Special Edition выясняется, что задолго до событий основного сюжета Фортуну посещал Вергилий, старший брат-близнец Данте и первый владелец меча Ямато, чтобы найти информацию, связанную с его отцом, Спардой. После того, как он с лёгкостью уничтожает окружавших его в трущобах демонов-страшил, Вергилий начинает сомневаться в истинности намерений Ордена Меча, члены которого поклоняются Спарде. По завершении расследования в Фортуне Вергилий покидает город, пообещав, что однажды Орден познает истинную силу сына Спарды.

## Разработка
Завершив работу над другим проектом Capcom, Dragon’s Dogma, Хидэаки Ицуно захотел создать новую игру в серии Devil May Cry; ранее он руководил разработкой всех частей начиная с Devil May Cry 2 (2003), а также курировал перезапуск 2013 года. В конечном итоге Ицуно решил сосредоточиться на создании ремастера Devil May Cry 4, что заняло полтора года. На момент начала разработки у Ицуно было чёткое представление о том, какие механики следовало улучшить. Прежде всего он хотел сделать Вергилия игровым персонажем и добавить в игру автосохранение, чтобы сделать её более проходимой. При расширении набора движений персонажей Ицуно вдохновлялся различными файтингами; ещё одним источником вдохновения стал образ Вергилия из DmC: Devil May Cry. Ицуно принимал во внимание, что часть игрового сообщества была разочарована решением Capcom перезапустить франшизу с DmC, однако он заверил игроков, что компания продолжит оригинальную серию, а Devil May Cry 4: Special Edition станет первым шагом в этом направлении.
Изначально Ицуно планировал добавить Леди в игру в качестве альтернативного скина одного из персонажей, но, опасаясь негативной реакции со стороны игроков, решил сохранить её набор движений из Devil May Cry 3: Dante’s Awakening и сделать полноценной героиней. Некоторые боссы из кампании Леди были переработаны под её боевой стиль. По словам Ицуно, Capcom хотела, чтобы игровой процесс за Триш был уникальным.
Devil May Cry 4: Special Edition — первая игра в серии, в которую были добавлены японские интерфейс и звуковая дорожка. Неро озвучил Кайто Исикава, в то время как за других героев говорили актёры, озвучившие их в аниме и других проектах франшизы. Хотя Исикава пытался подражать манере речи Джонни Йонга Боша при дублировании персонажа, чтобы понять личность Неро, он столкнулся с трудностью перевода, так как не знал английского языка. До Special Edition Исикава не работал над игровой серией. Исикава познакомился с сэйю Данте Тосиюки Морикавой, который помог ему понять суть игрового мира. Так как игра была переведена на японский язык, Исикава начал лучше понимать её сюжет и персонажей.
15 декабря 2014 года Capcom объявила, что игра выйдет для PlayStation 4 и Xbox One. Японский релиз для PS4 и Xbox One состоялся 18 июня 2015 года, а 24 июня — для PC. 23 июня Special Edition вышла на все анонсированные платформы в других регионах. Ограниченное издание Devil May Cry 4: Special Edition было стилизовано под коробку для пиццы, одного из любимых блюд Данте в играх и аниме.

## Восприятие
| Сводный рейтинг    | Сводный рейтинг                     |
| Агрегатор          | Оценка                              |
| ------------------ | ----------------------------------- |
| GameRankings       | PS4: 77,03 % XONE: 76,00 %          |
| Metacritic         | PC: 72/100 PS4: 75/100 XONE: 76/100 |
| Иноязычные издания |                                     |
| Издание            | Оценка                              |
| Destructoid        | 9,5/10                              |
| Game Informer      | 8,5/10                              |
| GameSpot           | 6/10                                |
| IGN                | 7,5/10                              |
| Gaming Union       | 8/10                                |
| PCMag              | 4,0/5                               |
| Gameplanet         | 7,5/10                              |

Согласно Metacritic, большинство рецензентов положительно оценили Devil May Cry 4: Special Edition для PS4 и Xbox One, в то время как версия для PC получила смешанный приём. Чаще всего критики хвалили добавление трёх игровых персонажей, а также их уникальные боевые стили. Gaming Union назвал игру более полноценным продуктом, чем оригинальная версия 2008 года, и сравнил её со специальным изданием Devil May Cry 3. По мнению Game Informer, геймплей стал плавнее, а визуальная составляющая игры — лучше. С другой стороны, некоторые рецензенты сетовали на то, что Capcom не исправила проблему с повторением одних и тех же уровней и даже повторила этот прецедент в кампании Леди и Триш. IGN не понравились головоломки, которые мешали наслаждаться наиболее интересными частями игры. Рецензент Gameplanet Сайед Махир Хуссейн назвал добавление Вергилия в Devil May Cry 4: Special Edition одним из лучших решений разработчиков, высоко оценив «уникальный» боевой стиль персонажа.
Рецензент GamesRadar+ Том Сениор похвалил зрелищные комбо, в частности, набор движений Вергилия. Destructoid отметил, что разработчики хорошо дополнили образ Вергилия чертами его аналога из DmC. По словам Хидэаки Ицуно, с момента анонса Special Edition фанаты загорелись желанием снова сыграть за Вергилия, который пользовался большой популярностью из-за уникальных комбинаций в бою.
Критики также положительно оценили геймплей за Триш в Devil May Cry 4: Special Edition. PCMag заявил, что её движения были заимствованы из Devil May Cry 2 и Marvel vs. Capcom 3, и назвал героиню «податливой», но сложной в освоении. Game Informer оценил, как Триш может менять оружие во время боя; по мнению рецензента, овладеть всеми её способностями оказалось сложнее, что научиться играть за Вергилия. IGN указал на баланс между боевыми стилями Триш и Леди. GameSpot, в то же время, оставил менее восторженный отзыв о Триш, так как Леди и Вергилий показались рецензенту портала интереснее.
По мнению Destructoid, уникальность Леди заключается в том, что она, в отличие от других персонажей игры, является человеком и не обладает какими-либо демоническими способностями, и благодаря этому игрокам будет интересно изучить её боевой стиль. Эту позицию разделил PC Magazine, указав на разительное отличие её набора движений по сравнению с остальными протагонистами. Несмотря на то, что IGN понравился геймплей за Леди, рецензент назвал Вергилия лучшим из новых персонажей. Изначально рецензент Game Informer опасался сложности освоения игры за Леди, но в конечном итоге ему понравился динамичный стиль героини.
За первую неделю японского релиза было продано 35 872 копии игры. В июле 2015 года Capcom отметила высокий уровень продаж игры, а также тот факт, что в большинстве случаев игроки приобретали цифровую версию. По словам представителей компании, продажи Special Edition принесли существенный доход за финансовый квартал. Летом 2018 года благодаря уязвимости в защите Steam Web API стало известно, что точное количество пользователей сервиса Steam, которые играли в игру хотя бы один раз, составляет 299 184 человека. По состоянию на 31 декабря 2022 года было продано свыше 2,20 млн копий игры.

### Комментарии
1. ↑  При участии Access Games[1]